# Giacobbe Fragomeni
Giacobbe Fragomeni (Milánó, 1969. augusztus 13. –) olasz ökölvívó.

## Amatőr eredményei
- 1997-ben bronzérmes a világbajnokságon nehézsúlyban. Bár a negyeddöntőben kikapott az üzbég Ruslan Chagayevtől, mégis bronzérmes lett, miután Csagajevet megfosztottak címétől két az Egyesült Államokban profi szabályok szerint vívott bemutató mérkőzése miatt.
- 1998-ban Európa-bajnok nehézsúlyban. Az elődöntőben az orosz Jevgenyij Makarenkót, míg a döntőben az fehérorosz Szergej Dicskovot győzte le.

## Profi karrierje
2001-ben kezdte profi pályafutását. Cirkálósúlyban bokszol, 21 megnyert mérkőzés után első vereségét 2006. november 17-én szenvedte el a későbbi cirkálósúlyú világbajnok brit David Haye-től.
2008. október 25-én Milánóban megszerezte a betöltetlen WBC cirkálósúlyú világbajnoki címet, miután technikai döntéssel (vétlen fejelés miatti pontozás) legyőzte a veretlen cseh Rudolf Krajt.
27 mérkőzéséből 26-ot nyert meg és egyet vesztett el.
2009. november 21-én Erdei Zsolt győzte le.